# Most Ilok – Bačka Palanka
Most Ilok – Bačka Palanka ili Most 25. maj prelazi Dunav na njegovom 1297. kilometru, povezujući gradove Ilok (Hrvatska) i Bačku Palanku (Srbija). To je 825 metara dugačak cestovni most s jednim kolovozom, građen kao sandučasta gredna konstrukcija. Otvoren je 1974. godine kao Most "25. maj", nazvan po rođendanu Josipa Broza Tita. Most je oštećen avionskim bombama tijekom NATO bombardiranja Jugoslavije 4. travnja 1999. godine. Nakon rekonstrukcije pušten je u promet kamionima i autobusima 30. travnja 2002.
Most je ujedno granični prijelaz, a u blizini se nalazi još jedan kopneni prijelaz prema selu Neštin na zapadu. Završna je točka hrvatske ceste D2 i dijela srbijanske ceste M18.

## Vanjske poveznice
|  | Zajednički poslužitelj ima još gradiva o temi Most Ilok – Bačka Palanka |